# طيبة (همدان)

تعديل مصدري - تعديل

طيبة هي إحدى قرى عزلة ربع همدان بمديرية همدان التابعة لمحافظة صنعاء، بلغ تعداد سكانها 558 نسمة حسب تعداد اليمن لعام 2004.